# Liste der Kulturdenkmäler in Irrhausen
In der Liste der Kulturdenkmäler in Irrhausen sind alle Kulturdenkmäler der rheinland-pfälzischen Ortsgemeinde Irrhausen aufgeführt. Grundlage ist die Denkmalliste des Landes Rheinland-Pfalz (Stand: 27. Juni 2022).

## Einzeldenkmäler
| Bezeichnung                                 | Lage                                    | Baujahr                | Beschreibung | Bild                           |
| ------------------------------------------- | --------------------------------------- | ---------------------- | --- | ------------------------------ |
| Katholische Pfarrkirche St. Peter in Ketten | An der Kirche 5 Lage                    | 1901 ff.               | neugotischer Saalbau, 1901 ff., Architekt Lambert von Fisenne, Gelsenkirchen; bauzeitliche Ausstattung, neugotische Ausmalung | weitere Bilder Fotos hochladen |
| Bannmühle                                   | Hauptstraße 4 Lage                      | vor 1555               | im Kern spätmittelalterliche Vierflügelanlage; zweieinhalbgeschossiges Wohnhaus, teilweise mindestens spätmittelalterlich, Erweiterung mit Torfahrt bezeichnet 1555 und 1556, im 18. Jahrhundert und 18[?]4 überformt; Wirtschaftsgebäude größtenteils aus der Mitte des 19. Jahrhunderts mit älteren Teilen; außerhalb des Hofs an der Irsen Mühle mit technischer Einrichtung | BW                             |
| Wohnhaus                                    | Hauptstraße 18 Lage                     | 1822                   | fünfachsiges Wohnhaus, bezeichnet 1822 | BW                             |
| Munkler Kapellchen                          | südwestlich des Ortes an der B 410 Lage | frühes 20. Jahrhundert | einachsiger Putzbau, frühes 20. Jahrhundert; in der Giebelseite Schaftkreuz, 18. Jahrhundert | Fotos hochladen                |